# 莫尔巴赫
莫尔巴赫是德国莱茵兰-普法尔茨州的一个市镇。总面积122.16平方公里，总人口10752人，其中男性5400人，女性5352人（2011年12月31日），人口密度88人/平方公里。